# 996 Hilaritas
996 Hilaritas è un asteroide della fascia principale del diametro medio di circa 29,53 km. Scoperto nel 1923, presenta un'orbita caratterizzata da un semiasse maggiore pari a 3,0885384 UA e da un'eccentricità di 0,1392727, inclinata di 0,66113° rispetto all'eclittica.
L'asteroide fu battezzato così da Joseph Rheden e Anna Palisa, la moglie dello scopritore, in onore di Johann Palisa dopo la sua morte.